# Naturalisme (billedkunst)
 For alternative betydninger, se Naturalisme. (Se også artikler, som begynder med Naturalisme)
Inden for maleriet var naturalismen en bestræbelse på at gengive omverdenen så nøjagtigt som muligt. Man forholder sig derfor objektiv, og maler kun det man ser.
Gustave Courbet angives som den maler der førte an i denne bevægelse, efterfulgt af Jean-François Millets malerier af bondelivet. Man blev sin egen tid bekendt og malede hvad man så: bønder, arbejdere, fabrikker, beværtninger og det jævne folk. Naturalismen bredte sig over Europa til malere som Max Liebermann, Max Klinger, Ilja Repin, Vasily Vereshchagin og i Danmark P.S. Krøyer. Men samtidig i Frankrig begyndte Édouard Manet omkring 1860 at male under påvirkning af Francisco Goya og Diego Velázquez, og ca. 1870 bryder han med naturalismen. I 1874 organiserede kunstnere som Claude Monet og Camille Pissarro en uafhængig udstilling. Det var under denne udstilling, at kunstkritikeren Louis Leroy ud fra maleriet Impression, Soleil Levant af Monet døbte de udstillende malere impressionister.
Naturalismen var en af strømningerne i slutningen af 1800-tallets malerkunst. Naturalismen var nært forbundet med udviklingen af friluftsmaleriet.

## Reference
1. 1 2  Hartvig Frisch, Europas kulturhistorie, bind 4 side 316